# Titularbistum Aquae Albae in Mauretania
Aquae Albae in Mauretania (ital.: Acque Albe di Mauritania) ist ein Titularbistum der römisch-katholischen Kirche.
Es geht zurück auf einen untergegangenen Bischofssitz in der gleichnamigen antiken Stadt, die in der römischen Provinz Mauretania Sitifensis (heute Algerien) lag.
| Titularbischöfe von Aquae Albae in Mauretania |                                   |                                                    |                   |                   |
| Nr.                                           | Name                              | Amt                                                | von               | bis               |
| 1                                             | Alphonse-Paul-Désiré Gaudron      | emeritierter Bischof von Évreux (Frankreich)       | 24. März 1964     | 2. August 1967    |
| 2                                             | Ignacio Nazareno Trejos Picado    | Weihbischof in San José de Costa Rica (Costa Rica) | 5. Januar 1968    | 19. Dezember 1974 |
| 3                                             | Ricardo Antonio Suriñach Carreras | Weihbischof in Ponce (Puerto Rico)                 | 26. Mai 1975      | 10. November 2000 |
| 4                                             | Benoît Marie Pascal Rivière       | Weihbischof in Marseille (Frankreich)              | 14. Dezember 2000 | 8. April 2006     |
| 5                                             | João Mamede Filho OFMConv         | Weihbischof in São Paulo (Brasilien)               | 26. April 2006    | 24. November 2010 |
| 6                                             | Stefan Zekorn                     | Weihbischof in Münster (Deutschland)               | 3. Dezember 2010  |                   |